# Denny Party

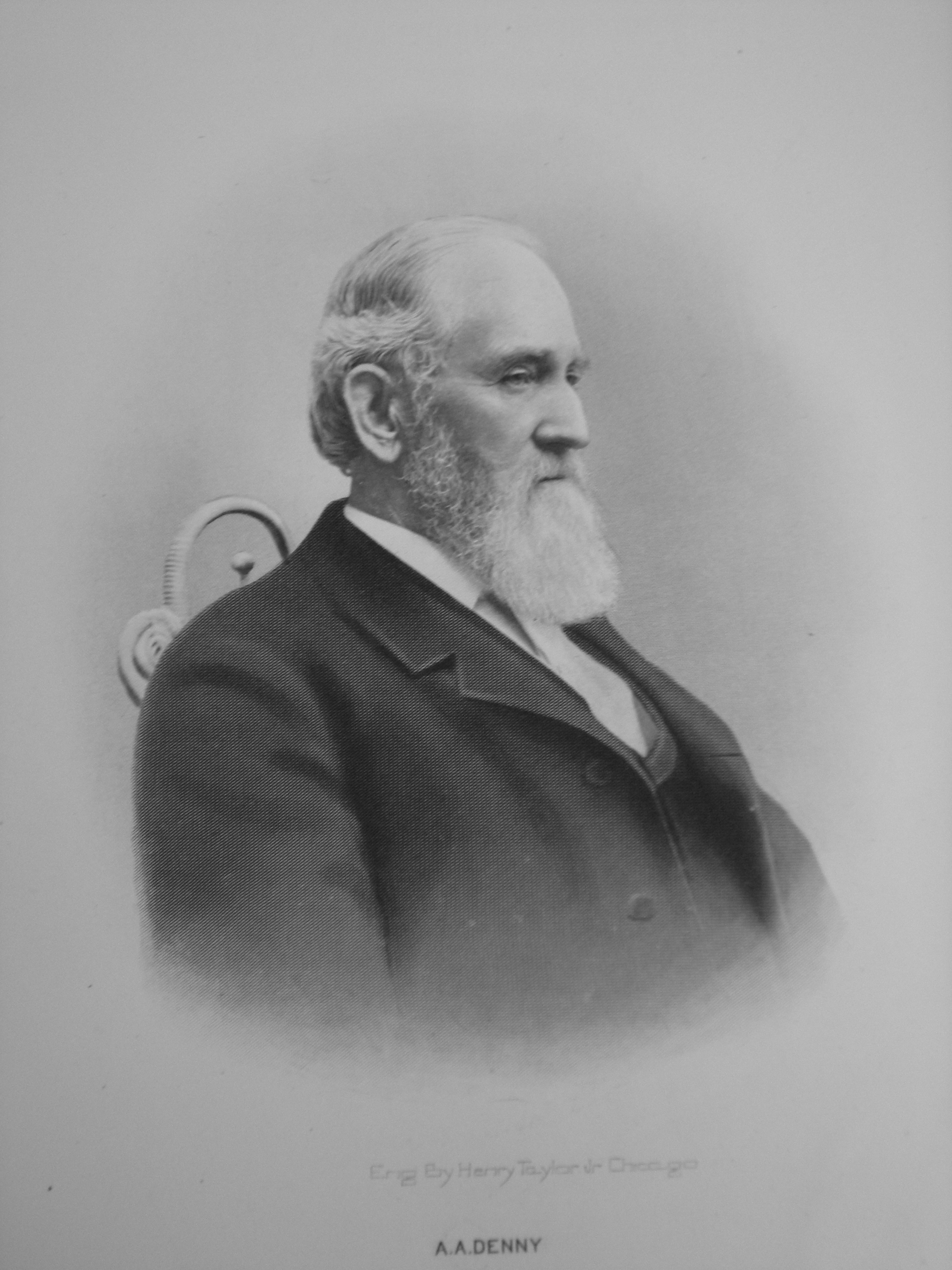
Arthur Denny, de leider van de groep

De Denny Party was een groep van ontdekkingsreizigers. Deze groep volgde de Oregon Trail vanuit Indiana, maar de leden van de groep vonden de Willamette Valley, waar de route eindigde, te dichtbevolkt. Zij besloten hierna om verder te zoeken naar een gebied om zich te vestigen. Uiteindelijk kwamen ze op 13 november 1851 bij Alki Point aan en hebben daar Seattle gesticht. Ze hebben Seattle later in april 1852 verplaatst naar het huidige centrum van Seattle.